# Nấu chảy bằng laser có chọn lọc

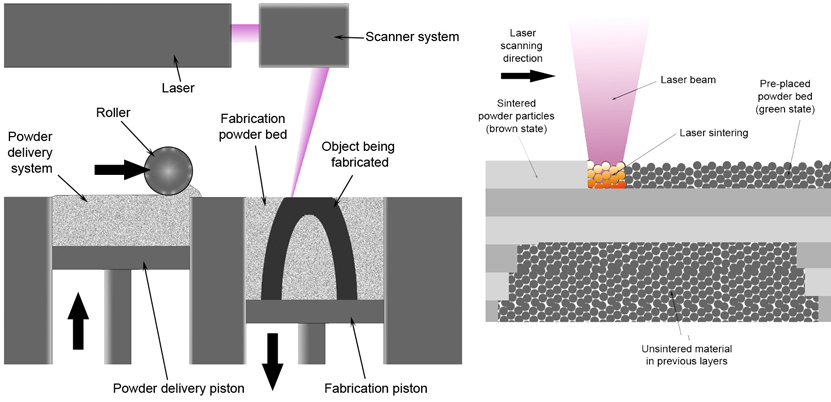
Nấu chảy bằng laser có chọn lọc

Nấu chảy bằng laser có chọn lọc (SLM) hoặc thiêu kết laser kim loại trực tiếp (DMLS) là một kỹ thuật tạo mẫu nhanh, in 3D (AM) được thiết kế để sử dụng công nghệ laser năng lượng cao để làm tan chảy và kết hợp bột kim loại với nhau. Trong nhiều SLM được coi là một phạm trù con của thiêu kết laser có chọn lọc (SLS). Quá trình SLM có khả năng làm tan chảy hoàn toàn vật liệu kim loại thành chi tiết ba chiều không giống như SLS.

## Lịch sử
Nấu chảy bằng laser có chọn lọc là một trong số  những công nghệ in 3D, bắt đầu vào năm 1995 tại Viện Fraunhofer ILT ở Aachen, Đức, bởi một dự án nghiên cứu của Đức, kết quả của nó là bằng sáng chế ILT SLM cơ bản DE 19649865. Dieter Schwarze và Tiến sĩ Matthias Fockele từ F & S Stereolithographietechnik GmbH đặt tại Paderborn đã cộng tác với các nhà nghiên cứu của ILT là Tiến sĩ Wilhelm Meiners và Tiến sĩ Konrad Wissenbach. Vào đầu những năm 2000, F & S đã tham gia hợp tác thương mại với MCP HEK GmbH (sau này có tên MTT Technology GmbH và SLM Solutions GmbH) đặt tại Luebeck, miền bắc nước Đức. Ngày nay, Tiến sĩ Dieter Schwarze là với SLM Solutions GmbH và Tiến sĩ Matthias Fockele thành lập Realizer GmbH.
Ủy ban tiêu chuẩn ASTM quốc tế F42 đã phân nhóm nấu chảy bằng laser có chọn lọc thành thể loại "thiêu kết laser", mặc dù đây là một sai lầm đã được thừa nhận bởi vì quá trình này làm tan chảy kim loại thành khối đồng nhất rắn, không giống như quá trình thiêu kết laser chọn lọc (SLS), là quá trình thiêu kết đúng nghĩa. Một tên khác cho nấu chảy bằng laser có chọn lọc là thiêu kết laser kim loại trực tiếp (DMLS), một tên được đặt bởi thương hiệu EOS, tuy nhiên gây hiểu lầm về quá trình thực sự bởi vì một phần đang tan chảy trong quá trình sản xuất, không thiêu kết, có nghĩa là chi tiết được tạo ra đặc hoàn toàn. Quá trình này ở tất cả các điểm rất giống với các quy trình SLM khác, và thường được coi là một quá trình SLM.
Một quá trình tương tự là quá trình nấu chảy bằng chùm electron (EBM), sử dụng chùm electron làm nguồn năng lượng.

## Quá trình
DMLS sử dụng nhiều hợp kim khác nhau, cho phép các nguyên mẫu là phần cứng chức năng được tạo ra từ cùng một vật liệu như các thành phần sản xuất. Kể từ khi các bọ phận được xây dựng từng lớp, có thể thiết kế hình học hữu cơ, các tính năng bên trong và các đoạn thử thách mà không thể đúc hay gia công. DMLS sản xuất các bộ phận kim loại bền, chắc, hoạt động tốt cho cả các nguyên mẫu chức năng hoặc các bộ phận được sản xuất để sử dụng.
Quá trình này bắt đầu bằng cách cắt dữ liệu tệp CAD 3D thành các lớp, thường dày từ 20 đến 100 micromet, tạo ra một hình ảnh 2D của mỗi lớp; định dạng tệp này là tệp.stl tiêu chuẩn của ngành được sử dụng trên hầu hết các công nghệ in 3D hoặc công nghệ in li-tô lập thể. Tập tin này sau đó được tải vào một gói phần mềm chuẩn bị tệp gán các tham số, giá trị và hỗ trợ vật lý cho phép tệp được diễn giải và xây dựng bởi các loại máy sản xuất bồi đắp khác nhau.
Với nấu chảy bằng laser có chọn lọc, các lớp mỏng bột kim loại mịn được phân bố đều bằng cách sử dụng một cơ chế phủ lên một tấm đế, thường là kim loại, được gắn chặt vào một bảng lập chỉ mục di chuyển theo trục thẳng đứng (Z). Điều này diễn ra bên trong một buồng chứa khí trơ được kiểm soát chặt chẽ, có thể là argon hoặc nitơ ở mức oxy dưới 500 phần triệu. Khi mỗi lớp đã được phân phối, mỗi lát cắt 2D của hình dạng hình học được nấu chảy bằng cách làm tan chảy bột có chọn lọc. Điều này được thực hiện với một chùm tia laser công suất cao, thường là laser sợi ytterbium hàng trăm watt. Tia laser được hướng theo hướng X và Y với hai gương quét tần số cao. Năng lượng laser đủ mạnh để cho phép sự tan chảy hoàn toàn (hàn) của các hạt tạo thành kim loại rắn. Quá trình này được lặp lại từng lớp cho đến khi hoàn thành chi tiết.
Máy DMLS sử dụng laser quang Yb-fiber công suất 200 watt. Bên trong khu vực buồng xây dựng, có một nền tảng định lượng vật liệu và một nền tảng xây dựng cùng với một lưỡi dao phủ lại được sử dụng để di chuyển bột mới trên nền tảng xây dựng. Công nghệ này nấu chảy bột kim loại thành chi tiết rắn bằng cách làm tan chảy cục bộ bằng cách sử dụng chùm laser tập trung. Các bộ phận được xây dựng theo từng lớp, thường sử dụng lớp dày 20 micromet.

## Vật liệu
Nhiều máy nấu chảy bằng laser có chọn lọc (SLM) hoạt động với không gian làm việc lên tới 400 mm (15.748 in) theo chiều X & Y và chúng có thể lên đến 400 mm (15.748 in) theo phương Z. Vật liệu được sử dụng trong quy trình này có thể là đồng, nhôm, thép không gỉ, thép công cụ, crôm coban, titan và wolfram. Để vật liệu được sử dụng trong quá trình nó phải tồn tại ở dạng nguyên tử (dạng bột). Hợp kim hiện có sẵn được sử dụng trong quy trình bao gồm thép không gỉ 17-4 và 15-5, thép mactensit hóa già, crôm cobalt, inconel 625 và 718, nhôm AlSi10Mg và titan Ti6Al4V.
| Vật liệu      |
| ------------- |
| Đồng          |
| Thép công cụ  |
| Cobalt chrome |
| Titan         |
| Wolfram       |
| Nhôm          |
| Thép không gỉ |
| Vàng          |

## Ứng dụng
Ứng dụng phù hợp nhất với quá trình nấu chảy laser chọn lọc là các hình dạng và cấu trúc phức tạp với các bức tường mỏng và các khoảng trống ẩn hoặc các kênh trên một mặt hoặc kích thước lô thấp ở mặt khác. Lợi thế có thể đạt được khi sản xuất các hình dạng lai, nơi hình thành hình học hoặc hình thành lưới hoặc hình thành mạng có thể được tạo ra với nhau để tạo ra một vật thể đơn lẻ, chẳng hạn như thân hông hoặc cốc acetabular hoặc cấy ghép chỉnh hình khác. Phần lớn công việc tiên phong với công nghệ nấu chảy laser chọn lọc là trên các bộ phận nhẹ cho hàng không vũ trụ nơi các hạn chế của sản xuất truyền thống, chẳng hạn như dụng cụ và truy cập vật lý vào các bề mặt gia công, hạn chế trong thiết kế. SLM cho phép các bộ phận được xây dựng bồi đắp để tạo thành các bộ phận gần như hoàn thiện hơn là loại bỏ vật liệu thừa.
Kỹ thuật sản xuất truyền thống có chi phí thiết lập tương đối cao (ví dụ: để tạo khuôn). Mặc dù SLM có chi phí cao (chủ yếu là bởi vì nó là thời gian chuyên sâu), nó được khuyến khích nếu chỉ có rất ít chi  tiết được sản xuất. Một trường hợp điển hình đó là sản xuất các phụ tùng của máy cũ (như xe hơi cổ) hoặc các sản phẩm cá nhân như bộ phận cấy ghép.
Các thử nghiệm của Trung tâm bay không gian Marshall của NASA, đang thử nghiệm kỹ thuật này để chế tạo một số bộ phận khó chế tạo từ hợp kim niken cho động cơ tên lửa J-2X và RS-25, cho thấy khó thực hiện các bộ phận được làm bằng kỹ thuật này yếu hơn so với các bộ phận rèn và phay nhưng thường tránh được việc hàn chính là những điểm yếu.
Công nghệ này được sử dụng để sản xuất các bộ phận trực tiếp cho nhiều ngành công nghiệp bao gồm ngành hàng không vũ trụ, nha khoa, y tế và các ngành công nghiệp khác có kích thước từ nhỏ đến trung bình, phức tạp và ngành miếng chèn công cụ. DMLS là một công nghệ rất hiệu quả về chi phí và thời gian. Công nghệ này được sử dụng cho cả việc tạo mẫu nhanh, vì nó làm giảm thời gian phát triển cho các sản phẩm mới và sản xuất sản phẩm như một phương pháp tiết kiệm chi phí để đơn giản hóa lắp ráp và các hình dạng phức tạp. Với đường bao xây dựng điển hình (ví dụ: đối với EOSINT M280 của EOS) có kích thước 250 x 250 x 325 mm và khả năng 'phát triển' nhiều phần cùng một lúc,
Đại học Bách khoa Tây Bắc Trung Quốc đang sử dụng một hệ thống tương tự để xây dựng các bộ phận cấu trúc titan cho máy bay. Một nghiên cứu của EADS cho thấy rằng việc sử dụng quy trình này sẽ làm giảm vật liệu và chất thải trong các ứng dụng hàng không vũ trụ.
Vào ngày 5 tháng 9 năm 2013, Elon Musk đã tweet một hình ảnh về buồng động cơ tên lửa SuperDraco được làm mát tái sinh của SpaceX nổi lên từ một máy in kim loại EOS 3D, lưu ý rằng nó được cấu tạo từ siêu hợp kim Inconel. Trong một động thái bất ngờ, SpaceX đã công bố vào tháng 5 năm 2014 rằng phiên bản đủ điều kiện bay của động cơ SuperDraco được in đầy đủ và là động cơ tên lửa được in đầy đủ đầu tiên. Sử dụng Inconel, một hợp kim niken và sắt, được sản xuất bổ sung bởi quá trình thiêu kết laser kim loại trực tiếp, động cơ hoạt động ở áp suất buồng 6.900 kilôpascal (1.000 psi) ở nhiệt độ rất cao. Các động cơ được chứa trong một vỏ bọc bảo vệ được in bằng DMLS, để ngăn ngừa sự lan truyền lỗi trong trường hợp hỏng động cơ. Động cơ đã hoàn thành một bài kiểm tra chất lượng toàn diện vào tháng 5 năm 2014, và dự kiến sẽ thực hiện chuyến bay vào vũ trụ đầu tiên vào tháng 4 năm 2018.
Khả năng in 3D các bộ phận phức tạp là chìa khóa để đạt được mục tiêu khối lượng thấp của động cơ. Theo Elon Musk, "Đó là một động cơ rất phức tạp, và rất khó để tạo được tất cả các kênh làm mát, đầu phun, và cơ chế điều chỉnh. Có khả năng in các hợp kim tiên tiến có cường độ rất cao... rất quan trọng để có thể để tạo ra động cơ SuperDraco." Quá trình in 3D động cơ SuperDraco làm giảm đáng kể thời gian chết so với các bộ phận đúc truyền thống, và "có độ bền vượt trội, độ dẻo dai và khả năng chống gãy vỡ, với độ biến thiên tính chất vật liệu thấp hơn."

### Ứng dụng trong công nghiệp
- Hàng không vũ trụ – Ống dẫn khí, đồ gá hoặc giá đỡ giữ các dụng cụ hàng không đặc biệt, sự thiêu kết bằng laser phù hợp với cả nhu cầu của hàng không vũ trụ thương mại và quân sự
- Chế tạo – Thiêu kết laser có thể phục vụ thị trường thích hợp với sản lượng thấp với chi phí cạnh tranh. Thiêu kết laser là độc lập với nền kinh tế của quy mô, điều này giải phóng bạn khỏi tập trung vào tối ưu hóa sản lượng.
- Y tế – Thiết bị y tế là những sản phẩm phức tạp, có giá trị cao. Họ phải đáp ứng chính xác yêu cầu của khách hàng. Những yêu cầu này không chỉ xuất phát từ sở thích cá nhân của nhà điều hành: yêu cầu pháp lý hoặc tiêu chuẩn khác nhau giữa các khu vực cũng phải được tuân thủ. Điều này dẫn đến vô số các giống và do đó khối lượng nhỏ của các biến thể được cung cấp.
- Tạo mẫu – Thiêu kết laser có thể giúp bằng cách tạo ra các mẫu thiết kế và chức năng có sẵn. Kết quả là, thử nghiệm chức năng có thể được bắt đầu một cách nhanh chóng và linh hoạt. Đồng thời, các nguyên mẫu này có thể được sử dụng để đánh giá sự chấp nhận của khách hàng tiềm năng.
- Làm công cụ –  Quy trình trực tiếp loại bỏ việc tạo đường chạy dao và nhiều quy trình gia công như EDM. Mảnh ghép công cụ được xây dựng qua đêm hoặc thậm chí chỉ trong vài giờ. Ngoài ra, sự tự do thiết kế có thể được sử dụng để tối ưu hóa hiệu suất công cụ, ví dụ bằng cách tích hợp các kênh làm mát phù hợp vào công cụ.[21]

### Các ứng dụng khác
- Các bộ phận có hốc rỗng, rãnh cắt, góc thoát khuôn
- Mô hình phù hợp, hình thức và chức năng
- Công cụ, đồ gá kẹp và đồ gá định vị
- Các kênh làm mát phù hợp
- Rô-to và cánh quạt
- Các bệ phức tạp[22]

## Tìm năng
Nấu chảy laser chọn lọc hoặc sản xuất bồi đắp, đôi khi được gọi là sản xuất nhanh hoặc tạo mẫu nhanh, là trong giai đoạn trứng nước với người dùng tương đối ít so với các phương pháp thông thường như gia công, đúc hoặc rèn kim loại, mặc dù những người đang sử dụng công nghệ đã trở thành rất thành thạo. Giống như bất kỳ quá trình hoặc phương pháp nóng chảy laser chọn lọc phải phù hợp với nhiệm vụ trong tầm tay. Các thị trường như hàng không vũ trụ hoặc khoa chỉnh hình y tế đã đánh giá công nghệ như một quá trình sản xuất. Rào cản chấp nhận là cao và các vấn đề tuân thủ dẫn đến chứng nhận và trình độ chuyên môn trong thời gian dài. Điều này được chứng minh do thiếu các tiêu chuẩn quốc tế được hình thành đầy đủ để đo lường hiệu suất của các hệ thống cạnh tranh. Tiêu chuẩn được đề cập là Thuật ngữ chuẩn ASTM F2792-10 cho các công nghệ sản xuất bồi đắp.

## Sự khác biệt với thiêu kết laser chọn lọc (SLS)
Việc sử dụng SLS đề cập đến quá trình áp dụng cho nhiều loại vật liệu như nhựa, thủy tinh và gốm sứ, cũng như kim loại. Điều khiến SLS khác với quy trình in 3D khác là khả năng làm tan chảy bột hoàn toàn, thay vào đó nó làm nóng đến một điểm cụ thể nơi các hạt bột có thể hợp nhất với nhau, cho phép độ xốp của vật liệu được kiểm soát. Mặt khác, SLM có thể tiến xa hơn SLS một bước, bằng cách sử dụng laser để làm tan chảy hoàn toàn kim loại, có nghĩa là bột không được hợp nhất với nhau nhưng thực sự hóa lỏng đủ lâu để làm tan chảy các hạt bột thành chi tiết đồng nhất. Do đó, SLM có thể sản xuất các chi tiết bền chắc hơn vì giảm độ rỗng và kiểm soát tốt hơn cấu trúc tinh thể, giúp ngăn ngừa hư hỏng chi tiết. Tuy nhiên, SLM chỉ khả thi khi sử dụng một loại bột kim loại duy nhất.

## Lợi ích
DMLS có nhiều lợi ích hơn các kỹ thuật sản xuất truyền thống. Khả năng tạo ra nhanh một bộ phận độc đáo là rõ ràng nhất bởi vì không cần dụng cụ đặc biệt nào và các bộ phận có thể được xây dựng chỉ trong vài giờ. Ngoài ra, DMLS cho phép kiểm tra các nguyên mẫu nghiêm ngặt hơn. Vì DMLS có thể sử dụng hầu hết các hợp kim, nguyên mẫu có thể là phần cứng chức năng được tạo ra từ cùng một vật liệu như các thành phần sản xuất.
DMLS cũng là một trong số ít các công nghệ sản xuất bồi đắp được sử dụng trong sản xuất. Vì các thành phần được xây dựng theo từng lớp, có thể thiết kế các tính năng bên trong và các đường dẫn không thể đúc hoặc được gia công. Hình học và lắp ráp phức tạp với nhiều thành phần có thể được đơn giản hóa để các bộ phận ít hơn với lắp ráp có hiệu quả chi phí cao hơn. DMLS không yêu cầu dụng cụ đặc biệt như đúc, vì vậy nó thuận tiện cho chu trình sản xuất ngắn.

## Ràng buộc
Các khía cạnh về kích thước, chi tiết tính năng và bề mặt hoàn thiện, cũng như in thông qua lỗi trong trục Z có thể là các yếu tố cần được xem xét trước khi sử dụng công nghệ. Tuy nhiên, bằng cách lập kế hoạch xây dựng trong máy, nơi hầu hết các tính năng được xây dựng trong trục x và y khi vật liệu được đặt xuống, dung sai tính năng có thể được quản lý tốt. Bề mặt thường phải được đánh bóng để đạt được bề mặt gương hoặc bề mặt cực kỳ trơn tru.Bản mẫu:According to whom
Đối với công cụ sản xuất, mật độ vật liệu của một bộ phận đã hoàn thành hoặc mảnh ghép phải được giải quyết trước khi sử dụng. Ví dụ, với mảnh ghép khuôn ép phun, bất kỳ bề mặt không hoàn hảo sẽ gây ra sự không hoàn hảo trong chi tiết nhựa, và mảnh ghép sẽ phải ghép với bệ khuôn với nhiệt độ và bề mặt để ngăn chặn các vấn đề.Bản mẫu:According to whom
Độc lập với hệ thống vật liệu được sử dụng, quy trình DMLS để lại bề mặt hạt hoàn thiện do "kích thước hạt bột, trình tự xây dựng từng lớp và [sự lây lan của bột kim loại trước khi thiêu kết bởi cơ chế phân phối bột]."
Loại bỏ cấu trúc hỗ trợ kim loại và xử lý hậu kỳ của bộ phận được tạo ra có thể là quá trình tốn thời gian và yêu cầu sử dụng máy gia công, EDM và/hoặc máy mài có cùng độ chính xác với máy RP.
Đánh bóng bằng laser bằng phương pháp làm tan chảy bề mặt nông của các bộ phận do DMLS sản xuất có thể làm giảm độ nhám bề mặt bằng cách sử dụng chùm tia laser chuyển động nhanh cung cấp "năng lượng nhiệt vừa đủ để làm tan chảy các đỉnh bề mặt. Khối lượng nóng chảy sau đó chảy vào khe  bề mặt bởi sức căng bề mặt, trọng lực và áp suất laser, do đó làm giảm độ nhám."
Khi sử dụng các máy tạo mẫu nhanh, các tệp.stl, không bao gồm bất kỳ dữ liệu lưới thô nào trong nhị phân (được tạo từ Solid Works, CATIA hoặc các chương trình CAD chính khác) cần chuyển đổi thêm thành tệp.cli &.sli (định dạng cần thiết cho máy không theo công nghệ lập thể). Phần mềm chuyển đổi tệp.stl thành tệp.sli, như với phần còn lại của quá trình, có thể có chi phí liên quan đến bước này.

## Bộ phận máy
Các thành phần tiêu biểu của máy DMLS bao gồm: máy laser, con lăn, piston thiêu kết, tấm xây dựng rời, bột cung cấp, piston cung cấp, quang học và gương.

## Bibliography
- S. Das and J. J. Beaman, " Direct selective laser sintering of metals," U.S. patent US6676892B2 (2004).
- W. Meiners, K. D. Wissenbach, and A. D. Gasser, " Shaped body especially prototype or replacement part production," U.S. patent DE19649849C1 (1998).
- ASTM F2792-10 Standard Terminology for Additive Manufacturing Technologies
- Abe, F., Costa Santos, E., Kitamura, Y., Osakada, K., Shiomi, M. 2003. Influence of forming conditions on the titanium model in rapid prototyping with the selective laser melting process. Proceedings of the Institution of Mechanical Engineers, Part C: Journal of Mechanical Engineering Science 217 (1), pp. 119–126.
- Gibson, I. Rosen, D.W. and Stucker, B. (2010) Additive Manufacturing Technologies: Rapid Prototypingto Direct Digital Manufacturing. New York, Hiedelberg, Dordrecht, London: Springer. ISBN
- Wohlers, T. Wohlers Report 2010: Additive Manufacturing State of the Industry: Annual World Wide Progress Report. Fort Collins: Wohlers Associates.
- . doi:10.1063/1.4935926. {{Chú thích tạp chí}}: Chú thích magazine cần |magazine= (trợ giúp); |title= trống hay bị thiếu (trợ giúp)|tựa đề= trống hay bị thiếu (trợ giúp)